# Barmat-Skandal

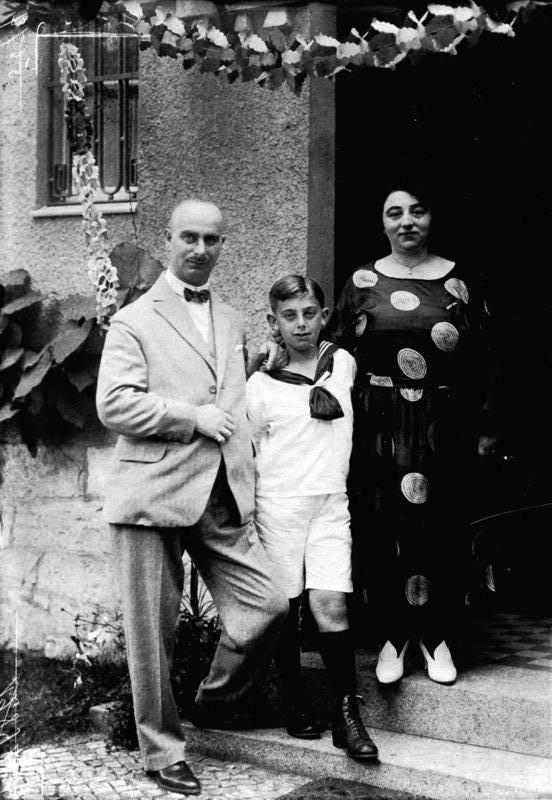
Julius Barmat mit Frau und Sohn (1928)

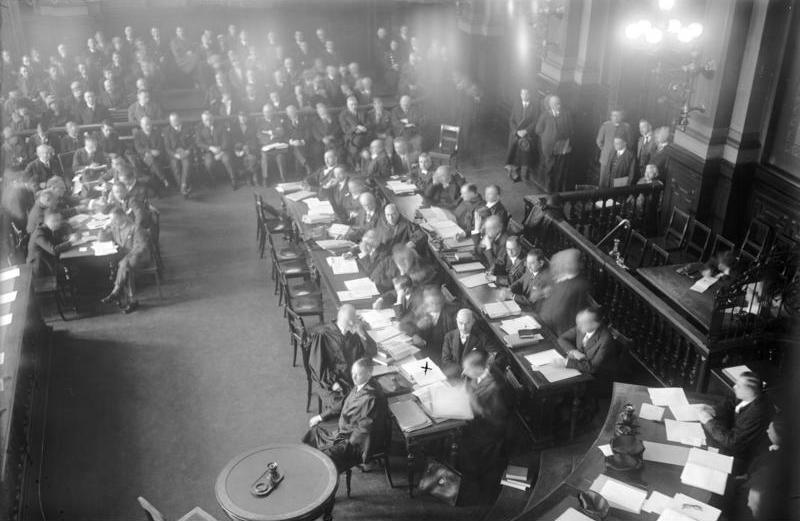
Urteilsverkündung im Prozess

Als Barmat-Skandal oder Barmat-Kutisker-Skandal werden zwei ursprünglich getrennte Skandale in der Weimarer Republik bezeichnet, die in der damaligen Öffentlichkeit häufig gemeinsam genannt wurden, da sie zur gleichen Zeit bekannt wurden und da die geschädigten Kreditinstitute und die darin verwickelten Politiker zum Teil identisch waren.

## Der Fall Kutisker
Am 10. Dezember 1924 verhaftete die Berliner Kriminalpolizei den 1873 in Russisch-Polen geborenen, seit 1919 in Berlin ansässigen und mit dem Verkauf von deutschem Heeresmaterial beschäftigten Iwan Baruch Kutisker unter dem Vorwurf von Vermögensdelikten zum Schaden der Preußischen Staatsbank. Die gerichtlichen Voruntersuchungen und die Ermittlungen des Untersuchungsausschusses des Preußischen Landtages ergaben, dass er von der Preußischen Staatsbank ungedeckte Wechselkredite in der Höhe von 14,2 Millionen RM erhalten hatte. Der Verdacht der Bestechung führender Mitglieder der SPD durch Kutisker konnte während der Ermittlungen weder bestätigt noch ausgeräumt werden, der Verdacht der Beamtenbestechung wurde dagegen bestätigt. Nach dem bis dahin längsten Strafprozess der deutschen Justizgeschichte mit 198 Verhandlungstagen wurde er am 30. Juni 1926 wegen Betrugs und Bestechung zu 5 Jahren Zuchthaus, 10 Jahren Ehrverlust, einer Geldstrafe von 4,5 Millionen RM sowie zur Landesverweisung nach der Strafverbüßung verurteilt. Kutisker ging gegen das Urteil in Berufung, starb aber am 13. Juli 1927, dem Tag vor Verkündung des Berufungsurteils, in Berlin.

## Der Fall Barmat
Ebenfalls unter dem Vorwurf betrügerischer Geldgeschäfte und zusätzlich unter dem Vorwurf der Bestechung von Beamten wurde am 31. Dezember 1924 der 1889 in Uman (Ukraine) geborene, seit 1906 in den Niederlanden ansässige und seit 1908 in der dortigen sozialdemokratischen Partei aktive, seit 1919 in Berlin ansässige Julius (Judko) Barmat verhaftet. Die Ermittlungen führten auch zur Anklage gegen seinen 1892 in Łódź geborenen Bruder Henry (Herschel) Barmat, während die weiteren drei Geschwister nicht in den Skandal verwickelt waren. Kontakte zu deutschen Sozialdemokraten bestanden seit einem Besuch einer SPD-Delegation in den Niederlanden Ende 1918.
Bis 1924 bauten die Barmat-Brüder dank Inflationsgewinnen den Amexima-Konzern mit bis zu 14.000 Beschäftigten auf, der hauptsächlich auf dem Gebiet des Lebensmittelimports nach Deutschland tätig war, dem aber u. a. auch die Papierfabrik AG Chromo in Altenburg (Thüringen), die „Westkohle“ Westerwälder Braunkohlen AG in Hergenroth bzw. Berlin, die Terrakotten-Kunst AG in München, die Berlin-Burger Eisenwerk AG in Berlin sowie die Eisengießerei und Maschinenfabrik J. Roth AG in Berlin angehörten.
Dieser Konzern brach Ende 1924 überschuldet zusammen. Die Gesamtverluste beliefen sich auf ca. 39 Millionen RM, wovon 34,6 Millionen RM nicht hinreichend gesicherte Kredite öffentlicher Kreditanstalten waren (darunter 14,5 Millionen RM noch kurz vor dem Zusammenbruch von der Deutschen Reichspost und 10,3 Millionen RM von der Preußischen Staatsbank). Das Gericht stellte u. a. fest, dass sich der Reichspostminister Anton Höfle (Zentrum) zu der Kreditgewährung „teils durch unentgeltliche, teils durch darlehnsweise Zuwendungen“ (zinsfrei) seitens der Barmat-Brüder bestimmen ließ. Von den führenden SPD-Mitgliedern war vor allem der ehemalige Reichskanzler Gustav Bauer durch seine Aussage vor dem Untersuchungsausschuss des Reichstags, „keine finanziellen Vorteile“ von Barmat erlangt zu haben, stark kompromittiert, deren Wahrheitswidrigkeit sich durch Zahlungsbelege für Provisionen von Barmat an Bauer erwies. Hingegen erwiesen sich ähnliche Vorwürfe gegen den damaligen Reichspräsidenten Friedrich Ebert als vollkommen gegenstandslos.

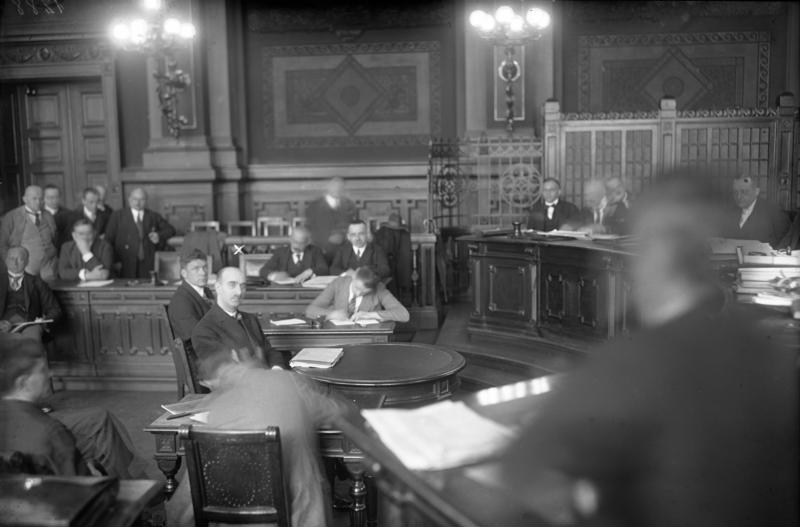
Vernehmung Julius Barmats im großen Schwurgerichtssaal im Kriminalgericht Moabit, 17. April 1925

Da die Betrugsvorwürfe vor dem Schöffengericht nicht bewiesen werden konnten, erfolgte die Verurteilung am 30. März 1928 nur wegen aktiver Bestechung: Julius Barmat erhielt elf, Henry Barmat sechs Monate Gefängnis, worauf jeweils fünf Monate der erlittenen Untersuchungshaft angerechnet wurden. 1929 erhielt Julius Barmat Bewährung für seine Reststrafe. Danach war er bis zu seinem Tod in Litauen und Lettland geschäftlich tätig, lebte aber wohl meist in Belgien und den Niederlanden, wo er am 6. Januar 1938 in Brüsseler Untersuchungshaft starb.
In Belgien und in der Schweiz musste sich Julius Barmat gemeinsam mit seinem Bruder Henry (Herschel) Barmat im Zuge der sogenannten Affaire Appenzell ab 1932 bis zu seinem Tod mehrmals vor Gericht verantworten: Dabei stand der Verdacht von fiktionalen Luftbuchungen und der Bilanzfälschung der Barmat-Banken Goldzieher & Penso und Noorderbank im Raum, sowie das „Börsengeschäft mit großen Folgen“ des Bankangestellten Karl Enzler von der Schweizer Bank Appenzell-Innerrhoden. Enzler wurde 1934 wegen fortgesetzter Untreue, fortgesetzter Urkundenfälschung und Anstiftung des Direktors der Kantonalbank zur fortgesetzten Untreue zu vier Jahren Zuchthaus verurteilt. Wegen Untreue wurde der Appenzeller Bankdirektor Bischof zu vier Jahren Arbeitshaus und zeitweisem Verlust von Bürgerrechten verurteilt. Wegen Anstiftung zur Untreue erhielt Henry Barmat (in Abwesenheit) eine Arbeitshausstrafe von zwei Jahren. Zudem wurde er auf die Dauer von dreißig Jahren des Landes verwiesen.
Zum Zeitpunkt von Julius Barmats Haftentlassung hatte sich das öffentliche Interesse an dem Fall schon so weit abgekühlt, dass Nachrichten über das weitere Schicksal Henry Barmats und der anderen Geschwister fehlen.

## Zeitgenössische Rezeption
Beide Skandale erweckten in der damaligen Presse wie auch der sonstigen Öffentlichkeit ein lebhaftes Echo und entfalteten eine internationale Dimension. Während die rechte und rechtsradikale Presse die Fälle als prominente Beispiele für den Vorwurf grassierender Korruption in der Weimarer Republik ansah, zumal die Tatsache, dass sowohl Kutisker als auch die Barmats ostjüdischer Herkunft waren, ihr obendrein Gelegenheit zur Verbreitung antisemitischer Stereotype in Text- und Bildmedien bot.
Die linksradikale Presse erkannte im Skandal den Beweis für die Richtigkeit einer grundsätzlichen Kapitalismuskritik. Die der SPD und der Zentrumspartei nahestehenden Zeitungen bewerteten die Angriffe auf Julius Barmat als Skandalisierung durch die politischen Gegner der jungen Republik von links und rechts.
Die Bayerische Staatsregierung berichtete in einer Denkschrift über die „tiefgehende und gefährliche Empörung“ unter der dortigen bäuerlichen und gewerblichen Bevölkerung, weil „bei der Verwendung der Staatsmittel zur Kreditgewährung mit ungerechtem Maße gemessen“ werde. Dabei werde in der Bevölkerung durchaus „in Rechnung gestellt, daß ein großer Teil der in der Presse erscheinenden Nachrichten tendenziös unrichtig oder übertrieben“ sei. Jedoch das, „was nicht bestritten wird und nicht bestritten werden kann, ist für sich allein heute schon ausreichend, um diese Wirkungen auszulösen. Mit großem Mißtrauen steht man den parlamentarischen Maßnahmen zur Bereinigung dieser Fragen gegenüber, und selbst das Vertrauen in die gerichtliche Untersuchung ist nicht mehr so unerschüttert wie ehedem“.
Reichstagspräsident Paul Löbe (SPD) beschuldigte hingegen am 27. Februar 1925 auf einer öffentlichen Versammlung in Breslau die Schwerindustrie, mit den Skandalberichten in der bürgerlichen Presse von der Ruhrentschädigung ablenken zu wollen.
Der Barmat-Skandal wurde in Walter Mehrings Theaterstück Der Kaufmann von Berlin aus dem Jahr 1928 aufgegriffen. Wilhelm Herzog verarbeitete den Barmat-Skandal in seinem Theaterstück Rund um den Staatsanwalt. Ewald Moritz veröffentlichte im Jahr 1930 unter dem Pseudonym Gottfried Zarnow eine Darstellung der Geschehnisse unter dem Titel Gefesselte Justiz. Politische Bilder aus Deutscher Vergangenheit, die in völkischen Kreisen große Aufmerksamkeit erfuhr. In Frankreich, in den Niederlanden und in Belgien wurde der Barmat-Skandal wiederholt in der Presse zum Thema gemacht.
Eine agitatorische „Nachblüte“ erlebte der Barmat-Skandal in der Endzeit der Weimarer Republik, als er von der NSDAP zusammen mit anderen Affären wie dem Sklarek-Skandal als Beleg für ihre Anwürfe gegen den Staat als „Juden-“ und „Schieberrepublik“ verwendet wurde. In Belgien diente der Barmat-Skandal den Rexisten um Léon Degrelle in den 1930er Jahren als Polemik gegen einen vermeintlich korrumpierten Staat.